# Venas cerebrales anteriores
Las venas cerebrales anteriores ([TA]: venae anteriores cerebri) son venas que acompañan a la arteria cerebral anterior y se unen con la vena basilar.

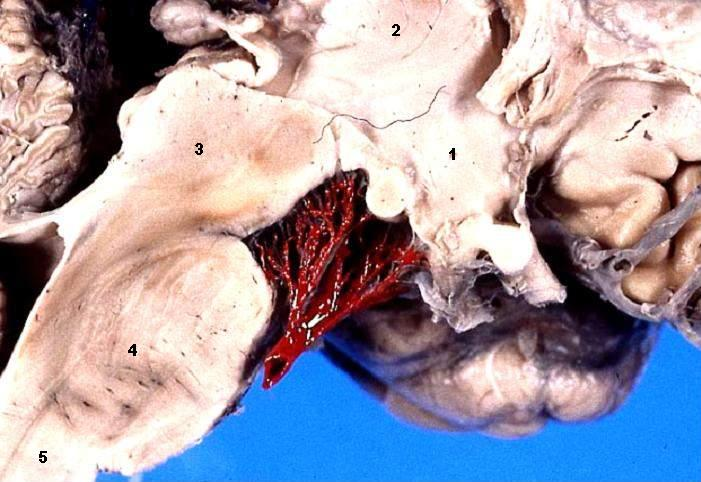
Cerebro humano. Arterias centrales, vista anterior-mediosagital.
1:Hipotálamo. 2:Tálamo. 3:Mesencéfalo. 4:Protuberancia. 5:Médula espinal.
Las «arterias centrales» que se originan en el círculo arterial se disponen en cuatro grupos:
Anteromedial - desde la arteria cerebral anterior (de la que las venas cerebrales anteriores son satélites) y la arteria comunicante anterior del cerebro.
Posteromedial (también llamado talamoperforante) - desde las porciones comunicante posterior y medial de las arterias cerebrales posteriores.
Posterolateral (también llamado talamogeniculado) - desde la porción lateral de las arterias cerebrales posteriores.
Anterolateral (también llamado estriado lateral o lenticuloestriado) - emergiendo desde la arteria cerebral media.

## Imágenes adicionales

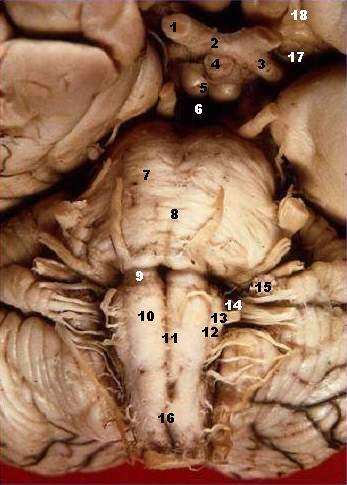
Vista inferior del encéfalo humano. Es visible el surco basilar (#8), por el que discurren la arteria basilar y la vena basilar.